# IV Giochi mondiali militari
I IV Giochi mondiali militari si sono svolti in India, nella città di Hyderabad, dal 14 al 21 ottobre 2007. Alcune competizioni hanno avuto luogo a Mumbai.
A questa edizione hanno preso parte quasi 5000 atleti provenienti da 101 paesi.
Per l'edizione svolta in India nelle città di Hyderabad e Mumbai (Vela e Triathlon), dal 14 al 21 ottobre 2007, lo Stato maggiore della difesa era presente con 96 atleti, 43 donne e 56 uomini, dei Gruppi Sportivi Militari:
- Esercito, 38 atleti
- Marina Militare, 8 atleti
- Aeronautica Militare, 8 atleti
- Carabinieri, 25 atleti
- Guardia di Finanza, 16 atleti

Il capitano di vascello della Marina Militare Giacomo Accardi è stato a capo della delegazione composta da circa 150 persone fra atleti, staff tecnici e medici. Il capitano dell'Arma dei Carabinieri Guido Bramante è stato il responsabile sul posto del Nucleo di Pubblica Informazione costituito da fotografi e cineoperatori delle varie Forze Armate.
Gli atleti dello Stato Maggiore della Difesa hanno gareggiato in 11 delle 14 discipline, sono stati assenti soltanto nelle specialità del calcio, della lotta e della pallamano.

## Calendario
| ● | Cerimonia di apertura | ● | Competizioni | ● | Finali | ● | Cerimonia di chiusura |

| Luglio                                          | 14 | 15 | 16 | 17 | 18 | 19 | 20 | 21 |
| ----------------------------------------------- | -- | -- | -- | -- | -- | -- | -- | -- |
| Cerimonie                                       | ●  |    |    |    |    |    |    | ●  |
| Atletica leggera                                |    |    |    |    |    |    |    |    |
| Calcio                                          |    |    |    |    |    |    |    |    |
| Judo                                            |    |    |    |    |    |    |    |    |
| Nuoto                                           |    |    |    |    |    |    |    |    |
| Pallamano                                       |    |    |    |    |    |    |    |    |
| Pallavolo                                       |    |    |    |    |    |    |    |    |
| Paracadutismo                                   |    |    |    |    |    |    |    |    |
| Pentathlon militare                             |    |    |    |    |    |    |    |    |
| Pugilato                                        |    |    |    |    |    |    |    |    |
| Scherma                                         |    |    |    |    |    |    |    |    |
| Tiro                                            |    |    |    |    |    |    |    |    |
| Triathlon                                       |    |    |    |    |    |    |    |    |
| Tuffi                                           |    |    |    |    |    |    |    |    |
| Vela                                            |    |    |    |    |    |    |    |    |
| C = Competizioni - SF = Semifinali - F = Finali |    |    |    |    |    |    |    |    |

## Medagliere
| Posizione | Paese               | Oro | Argento | Bronzo | Totale |
| --------- | ------------------- | --- | ------- | ------ | ------ |
| 1         | Russia              | 42  | 29      | 29     | 100    |
| 2         | Cina                | 38  | 22      | 13     | 73     |
| 3         | Germania            | 7   | 10      | 13     | 30     |
| 4         | Italia              | 7   | 8       | 14     | 29     |
| 5         | Ucraina             | 5   | 6       | 15     | 26     |
| 6         | Kenya               | 5   | 5       | 2      | 12     |
| 7         | Uzbekistan          | 5   | 2       | 7      | 14     |
| 8         | Polonia             | 4   | 5       | 7      | 16     |
| 9         | Slovenia            | 4   | 4       | 1      | 9      |
| 10        | Arabia Saudita      | 4   | 0       | 1      | 5      |
| 11        | Corea del Nord      | 3   | 8       | 10     | 21     |
| 12        | Grecia              | 3   | 5       | 3      | 11     |
| 13        | Turchia             | 3   | 2       | 4      | 9      |
| 14        | Bielorussia         | 2   | 10      | 11     | 23     |
| 15        | Stati Uniti         | 2   | 6       | 2      | 10     |
| 16        | Corea del Sud       | 2   | 4       | 7      | 13     |
| 17        | Norvegia            | 2   | 3       | 0      | 5      |
| 18        | Romania             | 2   | 2       | 5      | 9      |
| 19        | Austria             | 2   | 1       | 9      | 12     |
| 20        | India               | 2   | 1       | 7      | 10     |
| 21        | Slovacchia          | 2   | 1       | 1      | 4      |
| 22        | Paesi Bassi         | 2   | 0       | 2      | 4      |
| 23        | Belgio              | 2   | 0       | 0      | 2      |
| 24        | Qatar               | 1   | 2       | 2      | 5      |
| 25        | Sudan               | 1   | 1       | 1      | 3      |
| 26        | Marocco             | 1   | 1       | 0      | 2      |
| 27        | Sri Lanka           | 1   | 0       | 1      | 2      |
| 28        | Ecuador             | 1   | 0       | 0      | 1      |
| 28        | Egitto              | 1   | 0       | 0      | 1      |
| 28        | Estonia             | 1   | 0       | 0      | 1      |
| 31        | Azerbaigian         | 0   | 3       | 1      | 4      |
| 32        | Iran                | 0   | 2       | 2      | 4      |
| 33        | Lettonia            | 0   | 2       | 1      | 3      |
| 33        | Brasile             | 0   | 2       | 1      | 3      |
| 33        | Finlandia           | 0   | 2       | 1      | 3      |
| 36        | Francia             | 0   | 1       | 5      | 6      |
| 37        | Bahrein             | 0   | 1       | 3      | 4      |
| 38        | Rep. Ceca           | 0   | 1       | 2      | 3      |
| 39        | Svizzera            | 0   | 1       | 1      | 2      |
| 39        | Tunisia             | 0   | 1       | 1      | 2      |
| 41        | Bulgaria            | 0   | 1       | 0      | 1      |
| 41        | Camerun             | 0   | 1       | 0      | 1      |
| 41        | Ungheria            | 0   | 1       | 0      | 1      |
| 44        | Lituania            | 0   | 0       | 6      | 6      |
| 45        | Algeria             | 0   | 0       | 4      | 4      |
| 46        | Emirati Arabi Uniti | 0   | 0       | 2      | 2      |
| 47        | Spagna              | 0   | 0       | 1      | 1      |
| 47        | Afghanistan         | 0   | 0       | 1      | 1      |
| 47        | Danimarca           | 0   | 0       | 1      | 1      |
| Fonte     |                     |     |         |        |        |